# Раймон Депардон
Раймон Депардон (фр. Raymond Depardon; нар. 6 липня 1942, Вільфранш-сюр-Сон) — французький режисер документального кіно і фотограф. Член фотоагентства Magnum Photos.

## Біографія
Депардон народився 1942 року у французькому місті Вільфранш-сюр-Сон.
Депардон почав займатися фотографією у віці 12 років, робив свої перші фотографії на сімейній фермі. Він вчився у фотографа-оптика у Вільфранш-сюр-Сон. У 1958 році переїхав в Париж.
Депардон розпочав кар'єру фотожурналіста на початку 1960-х років в паризькому агентстві Далмас. Працював в зонах конфліктів в Алжирі, В'єтнамі, Біафрі і Чаді.
У 1966 році Депардон став співзасновником агентства фотожурналістики Gamma. У 1973 році обраний директором Gamma.
У 1973 році за роботу з висвітлення подій військового перевороту в Чилі удостоєний золотої медалі Роберта Капи.
Депардон поряд з фотографічною кар'єрою знімав короткометражні документальні фільми .
З 1974 рік по 1977 рік Депардон подорожував по Чаду і висвітлював тему викрадення французького етнолога Франсуа Клаустра. Зйомки з поїздок вийшли у вигляді трьох короткометражних фільмів.
У 1978 році Депардон залишив Gamma і став працбвати у Magnum Photos .
У 1979 році Депардон отримав приз Жоржа Садула за свою кінороботу «Нульові числа» (фр. Numéros zéros
Депардон став володарем кінопремій Сезар в номінації «Найкращий короткометражний документальний фільм» за роботи: «1974: виборча прогулянка» (фр. 1974, une partie de campagne, фільм про президентську кампанію Валері Жискара д'Естена), «Репортери» (фр. Reporters і «Нью-Йорк, штат Нью-Йорк» (фр. New York, N.Y.).
У 1990 році повнометражний документальний фільм «Полонянка пустелі» (фр. La captive du désert номінованася на Золоту пальмову гілку на Каннському кінофестивалі .
Робота «На місці злочину» (фр. Délits flagrants отримала нагороди за «найкращий повнометражний документальний фільм» на кінопремії Сезар, фестивалі документального кіно в Амстердамі (Премія Йоріса Івенса) і міжнародному кінофестивалі у Ванкувері .
На Краківському кінофестивалі у 2000 року Депардон відзначений нагородою «Дракон драконів» (англ. Dragon of Dragons за значний вплив на розвиток світового кіно в жанрах документальних і анімаційних фільмів.
У 2010 році разом з Даян Дюфур заснував незалежний виставковий майданчик і видавничу організацію Le Bal.
У 2012 році фільм «Щоденник Франції» (фр. Journal de France був представлений поза конкурсом на Каннському кінофестивалі і номінований на премію «Сезар» за кращий документальний фільм.
У 2012 році президент Франції Франсуа Олланд вибрав Депардона для створення свого офіційного фотопортрета. Портрет був створений 29 травня 2012 року в саду Єлисейського палацу.

## Фільмографія
| Список фільмов | Список фільмов | Список фільмов | Список фільмов | Список фільмов | Список фільмов                                                                                               |
| Рік            | Фільм | Режисер        | Продюсер       | Сценарист      | Примітки |
| -------------- | --- | -------------- | -------------- | -------------- | --- |
| 1963           | Венесуела (фр. Venezuela)                                                                                               | Так            | Ні             | Ні             | |
| 1967           | Ізраїль (фр. Israel) | Так            | Ні             | Ні             | |
| 1968           | Біафра (фр. Biafra) | Так            | Ні             | Ні             | |
| 1969           | Ян Палах (фр. Jan Palach)                                                                                               | Так            | Ні             | Ні             | |
| 1970           | Чад 1: Засада (фр. Tchad 1: L’embuscade)                                                                                | Так            | Ні             | Ні             | |
| 1973           | Ємен: щаслива Аравія (фр. Yemen: Arabie heureuse)                                                                       | Так            | Ні             | Так            | |
| 1974           | 1974: виборча прогулянка (фр. 1974, une partie de campagne)                                                             | Так            | Ні             | Ні             | |
| 1975           | Чад 2 (фр. Tchad 2) | Так            | Ні             | Ні             | |
| 1976           | Tibesti Too (фр. Tibesti Too)                                                                                           | Так            | Ні             | Ні             | |
| 1976           | Чад 3 (фр. Tchad 3) | Так            | Ні             | Ні             | |
| 1980           | Десять хвилин мовчання для Джона Леннона (фр. Dix minutes de silence pour John Lennon)                                  | Так            | Ні             | Ні             | |
| 1980           | Нульові числа (фр. Numéros zéros)                                                                                       | Так            | Ні             | Ні             | |
| 1981           | Репортери (фр. Reporters)                                                                                               | Так            | Ні             | Ні             | |
| 1982           | Piparsod | Так            | Ні             | Ні             | |
| 1982           | Сан-Клементе (фр. San Clemente)                                                                                         | Так            | Ні             | Ні             | |
| 1983           | Пригода (фр. Faits divers)                                                                                              | Так            | Ні             | Ні             | |
| 1984           | Роки замків (фр. Les Années déclic)                                                                                     | Так            | Ні             | Ні             | |
| 1985           | Жінка в Африці (фр. Une femme en Afrique)                                                                               | Так            | Ні             | Так            | |
| 1986           | Нью-Йорк, штат Нью-Йорк (фр. New York, N.Y.)                                                                            | Так            | Ні             | Ні             | |
| 1988           | Надзвичайні ситуації (фр. Urgences)                                                                                     | Так            | Ні             | Ні             | |
| 1988           | Маленький корабль (фр. Le Petit Navire)                                                                                 | Так            | Ні             | Ні             | |
| 1989           | Дуже проста історія (фр. Une histoire très simple)                                                                      | Так            | Ні             | Ні             | |
| 1990           | Контрольні відбитки (фр. Contacts)                                                                                      | Так            | Ні             | Ні             | |
| 1990           | Полонянки пустелі (фр. La captive du désert)                                                                            | Так            | Ні             | Так            | |
| 1990           | Проти забуття (фр. Contre l'oubli)                                                                                      | Так            | Ні             | Ні             | епізод «Для Аліріо де Хесуса Педраса Бесерра, Колумбія» (фр. Pour Alirio de Jesus Pedraza Becerra, Colombie) |
| 1993           | Картахена (фр. Cartagena)                                                                                               | Так            | Ні             | Ні             | |
| 1993           | Навпроти моря (фр. Face à la mer)                                                                                       | Так            | Так            | Ні             | |
| 1994           | Монтаж (фр. Montage) | Так            | Ні             | Ні             | |
| 1994           | Важкі злочини (фр. Délits flagrants)                                                                                    | Так            | Ні             | Так            | |
| 1994           | Про СНІД: Значення слова (фр. Sida propos: Paroles d'appelés)                                                           | Так            | Ні             | Так            | |
| 1995           | З приводу Ніцци, продовження (фр. À propos de Nice, la suite)                                                           | Так            | Ні             | Ні             | эпизод «Prom, La'»                                                                                           |
| 1995           | Люм'єр і компанія (фр. Lumière et compagnie)                                                                            | Так            | Ні             | Ні             | |
| 1996           | Мальро (фр. Malraux) | Так            | Ні             | Ні             | |
| 1996           | Африка: як живеться і страждається? (фр. Afriques: comment ça va avec la douleur?)                                      | Так            | Ні             | Так            | |
| 1997           | Люблю (фр. Amour) | Так            | Ні             | Ні             | |
| 1998           | Париж (фр. Paris) | Так            | Ні             | Так            | |
| 1998           | Болівія (фр. Bolivie)                                                                                                   | Так            | Ні             | Ні             | короткометражный фильм совместно с Клодин Нугаре (фр. Claudine Nougaret)                                     |
| 1998           | Любов, яка б мене влаштовувала (фр. Un amour qui m'irait bien)                                                          | Так            | Ні             | Ні             | відеокліп Веронік Сансон                                                                                     |
| 1999           | Мюріель Леферл (фр. Muriel Leferle)                                                                                     | Так            | Ні             | Ні             | |
| 1999           | 1949-1999: Еммаусу 50 років (фр. 1949—1999 : Emmaüs a 50 ans)                                                           | Так            | Ні             | Ні             | |
| 2000           | Пустелі (фр. Déserts)                                                                                                   | Так            | Ні             | Ні             | |
| 2001           | Профілі фермерів: підхід (фр. Profiles farmers: the approach))                                                          | Так            | Ні             | Ні             | |
| 2002           | Людина без Заходу (фр. Un homme sans l'Occident)                                                                        | Так            | Ні             | Так            | |
| 2003           | Мисливці і шамани (фр. Chasseurs et Chamans)                                                                            | Так            | Ні             | Ні             | |
| 2004           | Що нового в Гареті? (фр. Quoi de neuf au Garet?)                                                                        | Так            | Ні             | Ні             | |
| 2004           | 10-а камера, слухання (фр. 10e chambre, instants d'audience)                                                            | Так            | Ні             | Ні             | |
| 2005           | Портрети селянина: Будні (фр. Profils paysans: Le Quotidien)                                                            | Так            | Ні             | Так            | |
| 2007           | У кожного своє кіно (фр. Chacun son cinéma ou Ce petit coup au coeur quand la lumière s'éteint et que le film commence) | Так            | Ні             | Ні             | епізод «Кіно під відкритим небом» (фр. Cinéma d’Eté)                                                         |
| 2008           | Портрети селян: сучасне життя (фр. Profils paysans: La vie moderne)                                                     | Так            | Так            | Так            | |
| 2008           | Дати слово (фр. Donner la parole)                                                                                       | Так            | Ні             | Ні             | |
| 2010           | Франція Раймона Депардона (фр. La France de Raymond Depardon)                                                           | Так            | Ні             | Ні             | |
| 2011           | До щастя математики (фр. Au bonheur des maths)                                                                          | Так            | Ні             | Ні             | |
| 2012           | Щоденник Франції (фр. Journal de France)                                                                                | Так            | Ні             | Так            | |
| 2016           | Мешканці (фр. Les habitants)                                                                                            | Так            | Ні             | Ні             | |
| 2017           | 12 днів (фр. 12 jours)                                                                                                  | Так            | Ні             | Ні             | |

## Нагороди та номінації
| Рік  | Назва                                                                           | Нагорода                                                                               | Категорія                                       | Результат |
| ---- | ------------------------------------------------------------------------------- | -------------------------------------------------------------------------------------- | ----------------------------------------------- | --------- |
| 1976 | Tibesti Too (фр. Tibesti Too)                                                   | Кінопремія Сезар                                                                       | Найкращий короткометражний документальний фільм | Номінація |
| 1979 | Нульові числа (фр. Numéros zéros)                                               | Премія Жоржа-Садула                                                                    |                                                 | Перемога  |
| 1981 | Репортери (фр. Reporters)                                                       | Кінопремія Сезар                                                                       | Найкращий короткометражний документальний фільм | Перемога  |
| 1986 | Нью-Йорк, штат Нью-Йорк. (фр. New York, N.Y.)                                   | Кінопремія Сезар                                                                       | Найкращий короткометражний документальний фільм | Перемога  |
| 1988 | Надзвичайні ситуації (фр. Urgences)                                             | Кайе дю синема (фр. Les Cahiers du cinéma)                                             | Десятка найкращих фільмов                       | Перемога  |
| 1990 | Полонянка пустелі (фр. La captive du désert)                                    | Каннський кінофестиваль, «Золота пальмова гілка»                                       | Найкращий короткометражний документальний фільм | Номінація |
| 1990 | Полонянка пустелі (фр. La captive du désert)                                    | Міжнародний кінофестиваль в Стокгольме, «Бронзовая лошадь»                             |                                                 | Номінація |
| 1994 | На місці злочини (фр. Délits flagrants)                                         | Міжнародний фестиваль документального кіно в Амстердамі, Премія Йоріса Івенса          |                                                 | Перемога  |
| 1994 | На місці злочини (фр. Délits flagrants)                                         | Кінопремія Сезар                                                                       | найкращий документальный фільм                  | Перемога  |
| 1994 | На місці злочини (фр. Délits flagrants)                                         | Міжнародний кінофестиваль у Ванкувері                                                  | найкращий документальный фільм                  | Перемога  |
| 1996 | Мальро (фр. Malraux)                                                            | Берлинский кінофестиваль, премія «Золотой медведь»                                     | найкращий короткометражный фільм                | Номінація |
| 1996 | Африка: как живется-страдается? (фр. Afriques : comment ça va avec la douleur?) | Міжнародний фестиваль документального кино в Ямагате, Премія Роберта и Фрэнсис Флаэрти |                                                 | Номінація |
| 1996 | Африка: как живется-страдается? (фр. Afriques : comment ça va avec la douleur?) | Міжнародний фестиваль документального кіно в Ямагате, Премія Мера                      |                                                 | Перемога  |
| 2000 |                                                                                 | Краківський кінофестиваль, Почесна нагорода «Дракон драконів»                          |                                                 | Перемога  |
| 2004 | 10-я камера, слухання (фр. 10e chambre, instants d'audience)                    | Міжнародний кінофестиваль у Чикаго, премія «Золота дошка»                              | найкращий документальный фільм                  | Перемога  |
| 2008 | Портрети селян: сучасне життя (фр. Profils paysans: La vie moderne)             | Каннський кінофестиваль, Премія «Особливий погляд»                                     |                                                 | Номінація |
| 2008 | Портрети селян: сучасне життя (фр. Profils paysans: La vie moderne)             | Міжнародний фестиваль документального кино в Їглаві                                    | найкращий документальный фільм                  | Номінація |
| 2008 | Портрети селян: сучасне життя (фр. Profils paysans: La vie moderne)             | Кінопремія Сезар                                                                       | найкращий документальный фільм                  | Номінація |
| 2008 | Портрети селян: сучасне життя (фр. Profils paysans: La vie moderne)             | Приз Луї Деллюка                                                                       |                                                 | Перемога  |
| 2012 | Щоденник Франції (фр. Journal de France)                                        | Кінопремія Сезар                                                                       | Найкращий короткометражний документальний фільм | Номінація |
| 2017 | 12 днів (фр. 12 jours)                                                          | Каннський кінофестиваль, Премія «Золотой глаз»                                         | найкращий документальный фільм                  | Номінація |
| 2017 | 12 днів (фр. 12 jours)                                                          | Міжнародний кінофестиваль в Чикаго, гран-прі «Золотий Г'юго»                           | найкращий документальный фільм                  | Номінація |
| 2017 | 12 днів (фр. 12 jours)                                                          | Кінопремія Сезар                                                                       | Найкращий короткометражний документальний фільм | Номінація |
| 2017 | 12 днів (фр. 12 jours)                                                          | Міжнародний кінофестиваль у Сан-Себастьяні, премія Забалтегі-Табакалера                |                                                 | Номінація |
| 2017 | 12 днів (фр. 12 jours)                                                          | Міжнародний фестиваль франкомовних фільмів в Намюрі, Золотий Баярд                     | найкраща операторська робота                    | Перемога  |